# Baldovino III di Hainaut
Baldovino di Hainaut (1088 – 1120) fu conte d'Hainaut dal 1098 fino alla morte.

## Origine
Baldovino, secondo il Gisleberti Chronicon Hanoniense, era il figlio primogenito del Conte di Hainaut, Baldovino II e della moglie (come ci conferma la Chronica Albrici Monachi Trium Fontium), Ida di Lovanio, come ci viene confermato dal documento n° 1 del Cartulaire de la commune de Couvin; Ida era figlia del conte di Lovanio, Enrico II e di Adele di Betuwe (Gheldria).
Baldovino II di Hainaut, secondo la Genealogica Comitum Flandriæ Bertiniana, era il figlio secondogenito del conte delle Fiandre e Conte di Hainaut, Baldovino VI, e della Contessa di Hainaut, Richilde di Egisheim, l'unica figlia del Conte di Hainaut, Reginardo V e della moglie, Matilde di Verdun, sia secondo gli Iacobi de Guisia Annales Hanoniæ (Richildem virginem, filiam Ragineri comitis), sia secondo le Ægidii Aurevallensis Gesta Episcoporum Leodiensium III (Richildis comitissa Haynonie filia Raineri comitis filii comitis Raineri Longicolli), ad anche secondo la Historia Comitum Ghisnensium (Richildis Montensis comitis filia).

## Biografia
Nel 1096, suo padre, Baldovino II rispose all'appello di papa Urbano II, decidendo di partecipare alla prima crociata; e, per trovare i quattrini necessari per finanziare la spedizione, secondo il Cartulaire de la commune de Couvin, vendette al vescovo di Liegi, Oberto il castello di Couvin.
In qua occasione Baldovino viene citatao per la prima volta in un documento; infatti nel documento n° 1 del Cartulaire de la commune de Couvin, viene citato, assieme alla madre, Ida, ed ai fratelli, Arnolfo Luigi ed Enrico, come testimone della vendita.
Come narra l'Arcivescovo di Tiro, Guglielmo, nel suo Historia rerum in partibus transmarinis gestarum, suo padre, Baldovino II non seguì il cugino, Roberto, conte delle Fiandre, ma andò al seguito di Goffredo di Buglione (Balduinus, comes Hamaucorum), e lo cita, sempre al seguito di Goffredo di Buglione, anche durante l'attraversamento dell'Ungheria (dominus Balduinus de Montibus, Hamaucorum comes). Dopo aver partecipato all'assedio di Nicea, come ci conferma il canonico e custode della chiesa di Aquisgrana, il cronachista della Prima Crociata, Alberto di Aquisgrana (Baldewinus de Montecastello, Hamaicorum comes et princeps, vir illustrissimus in omni militari actione) e aver preso parte all'Assedio di Antiochia morì durante una missione per conto di Goffredo di Buglione, cadendo in un'imboscata nei pressi di Nicea.
Dopo la morte del padre, avvenuta nel 1098, secondo il Herimanni, Liber de Restauratione Sancti Martini Tornacensis, Baldovino gli succedette, come Baldovino III di Hainaut.
Data la minor età, sino al 1103, Baldovino resse la contea sotto la tutela della madre, Ida.
Nel 1117, Baldovino III fece una donazione, assieme alla moglie Iolanda, al figlio, Baldovino e ai fratelli Arnolfo e Guglielmo, come risulta da un documento (non consultato).
Secondo il Gisleberti Chronicon Hanoniense Baldovino III morì nel 1120 e fu inumato a Mons.
Gli succedette il figlio primogenito, Baldovino, come Baldovino IV.

## Matrimonio e discendenza
Baldovino, nel 1107, aveva sposato Iolanda di Gheldria († dopo il 1122), come ci conferma il Gisleberti Chronicon Hanoniense, che secondo il Herimanni, Liber de Restauratione Sancti Martini Tornacensis, era figlia del conte di Gheldria, Gerardo I; Iolanda viene citata dalla Chronica Albrici Monachi Trium Fontium, come madre di Baldovino IV; Iolanda viene anche citata nel documento di donazione del marito, datato 1117; dopo essere rimasta vedova, Iolanda,  tra il 1120 ed il 1122, ancora secondo il Gisleberti Chronicon Hanoniense, si sposò, in seconde nozze con Goffredo II, signore di Ribemont e Bouchain, Castellano di Valenciennes, a cui diede due figli: Goffredo III, Castellano di Valenciennes e Berta.
Baldovino da Iolanda ebbe quattro figli:
- Baldovino[1][17] (1110 - † 1171), fu Conte di Hainaut
- Gerardo[1] († 1166), che fu conte di Dalem, titolo ricevuto dalla madre[15]
- Gertrude[1], che sposò Ruggero IV, signore di Tosny, come ci conferma il Gisleberti Chronicon Hanoniense[19]
- Richilde[16], che sposò Everardo II, castellano di Tournai, come ci confermano sia il Herimanni, Liber de Restauratione Sancti Martini Tornacensis[16], che il Gisleberti Chronicon Hanoniense[20].

## Ascendenza
|                          |                        |                       | Genitori              |  |  | Nonni |  |  | Bisnonni               |  |  | Trisnonni               |  |
|                          |                        |                       |                       |  |  |       |  |  | Baldovino V di Fiandra |  |  | Baldovino IV di Fiandra |  |
|                          |                        |                       |                       |  |  |       |  |  | Baldovino V di Fiandra |  |  | Baldovino IV di Fiandra |  |
|                          |                        | Ogiva di Lussemburgo  |                       |  |  |       |  |  | Baldovino V di Fiandra |  |  |                         |  |
| Baldovino VI di Fiandra  |                        |                       |                       |  |  |       |  |  | Baldovino V di Fiandra |  |  |                         |  |
|                          |                        | Adele di Francia      | Roberto II di Francia |  |  |       |  |  |                        |  |  |                         |  |
|                          |                        | Adele di Francia      | Roberto II di Francia |  |  |       |  |  |                        |  |  |                         |  |
|                          |                        | Adele di Francia      | Costanza d'Arles      |  |  |       |  |  |                        |  |  |                         |  |
| Baldovino II di Hainaut  |                        | Adele di Francia      |                       |  |  |       |  |  |                        |  |  |                         |  |
|                          |                        | Reginardo V di Mons?  |                       |  |  |       |  |  |                        |  |  |                         |  |
|                          |                        |                       |                       |  |  |       |  |  |                        |  |  |                         |  |
|                          |                        | …                     |                       |  |  |       |  |  |                        |  |  |                         |  |
| Richilde di Hainaut      |                        |                       |                       |  |  |       |  |  |                        |  |  |                         |  |
|                          |                        | Matilde di Verdun?    | …                     |  |  |       |  |  |                        |  |  |                         |  |
|                          |                        | Matilde di Verdun?    | …                     |  |  |       |  |  |                        |  |  |                         |  |
|                          |                        | Matilde di Verdun?    | …                     |  |  |       |  |  |                        |  |  |                         |  |
| Baldovino III di Hainaut |                        | Matilde di Verdun?    |                       |  |  |       |  |  |                        |  |  |                         |  |
|                          | Lamberto II di Lovanio | Lamberto I di Lovanio |                       |  |  |       |  |  |                        |  |  |                         |  |
|                          | Lamberto II di Lovanio | Lamberto I di Lovanio |                       |  |  |       |  |  |                        |  |  |                         |  |
|                          | Lamberto II di Lovanio | Gerberga di Lorena    |                       |  |  |       |  |  |                        |  |  |                         |  |
| Enrico II di Lovanio     | Lamberto II di Lovanio |                       |                       |  |  |       |  |  |                        |  |  |                         |  |
|                          |                        | Oda di Verdun         | Gothelo I di Lorena   |  |  |       |  |  |                        |  |  |                         |  |
|                          |                        | Oda di Verdun         | Gothelo I di Lorena   |  |  |       |  |  |                        |  |  |                         |  |
|                          |                        | Oda di Verdun         | ?                     |  |  |       |  |  |                        |  |  |                         |  |
| Ida di Lovanio           |                        | Oda di Verdun         |                       |  |  |       |  |  |                        |  |  |                         |  |
|                          |                        | Everardo di Betuwe    |                       |  |  |       |  |  |                        |  |  |                         |  |
|                          |                        |                       |                       |  |  |       |  |  |                        |  |  |                         |  |
|                          |                        |                       |                       |  |  |       |  |  |                        |  |  |                         |  |
| Adele di Betuwe          |                        |                       |                       |  |  |       |  |  |                        |  |  |                         |  |
|                          |                        | ?                     | …                     |  |  |       |  |  |                        |  |  |                         |  |
|                          |                        | ?                     | …                     |  |  |       |  |  |                        |  |  |                         |  |
|                          |                        | ?                     | …                     |  |  |       |  |  |                        |  |  |                         |  |
|                          |                        | ?                     |                       |  |  |       |  |  |                        |  |  |                         |  |

### Fonti primarie
- (LA)  Monumenta Germaniae Historica, Scriptores, tomus IX.
- (LA)  Monumenta Germaniae Historica, Scriptores, tomus XIV.
- (LA)  Monumenta Germaniae Historica, Scriptores, tomus XXI.
- (LA)  Monumenta Germaniae Historica, Scriptores, tomus XXIII.
- (LA)  Monumenta Germaniae Historica, Scriptores, tomus XXIV.
- (LA)  Monumenta Germaniae Historica, Scriptores, tomus XXV.
- (LA)  Monumenta Germaniae Historica, Scriptores, tomus XXX.1.
- (LA)  HISTORIA RERUM IN PARTIBUS TRANSMARINIS GESTARUMI[collegamento interrotto].
- (LA)  HISTORIA HIEROSOLYMITANAE EXPEDITIONIS.
- (LA)  Cartulaire de la commune de Couvin.
- (FR)  Cartulaire de la commune de Couvin.